# Половодье

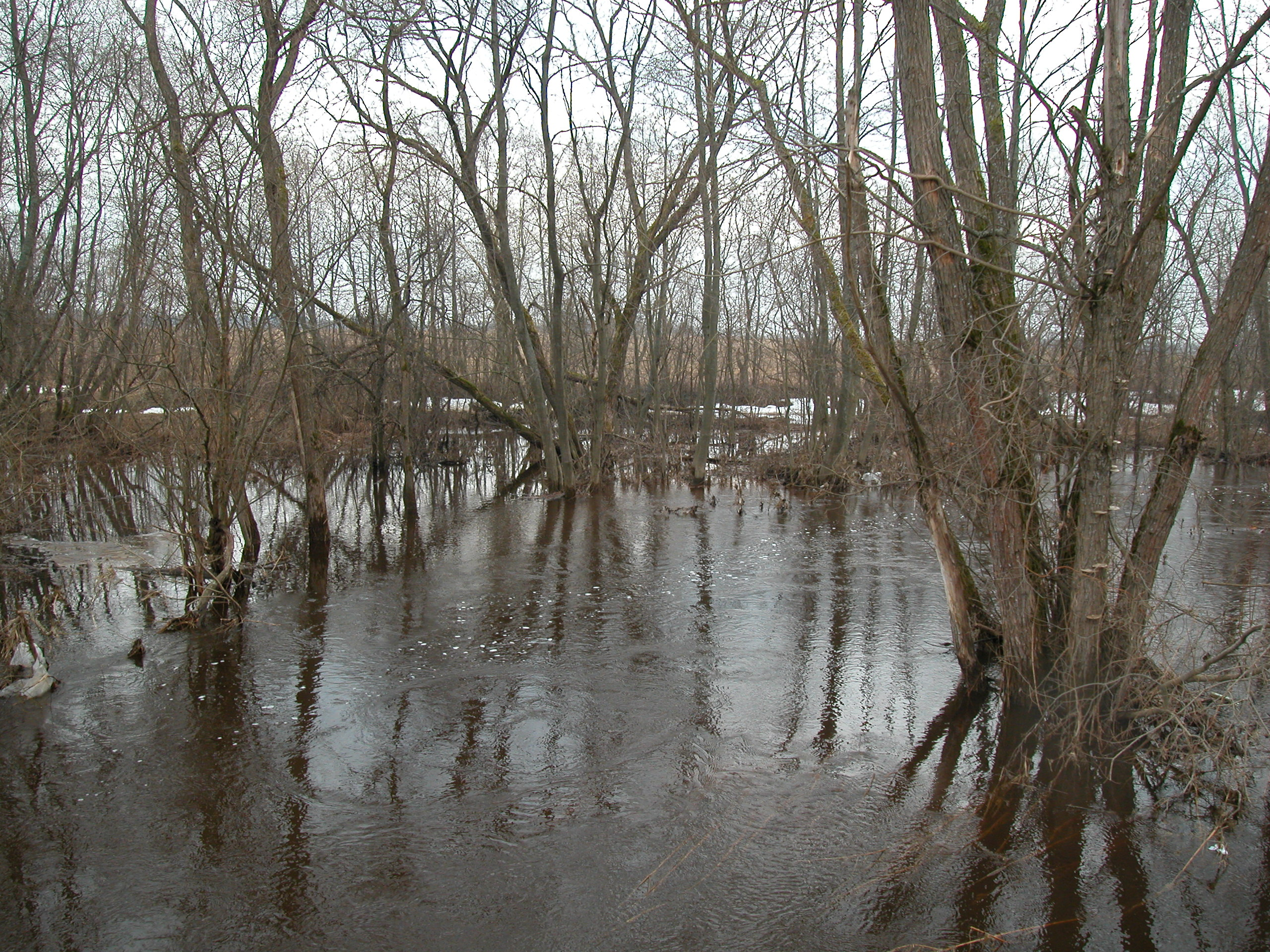
Весеннее половодье на малой равнинной реке Коровка. Обычная ширина реки около 1,5 м

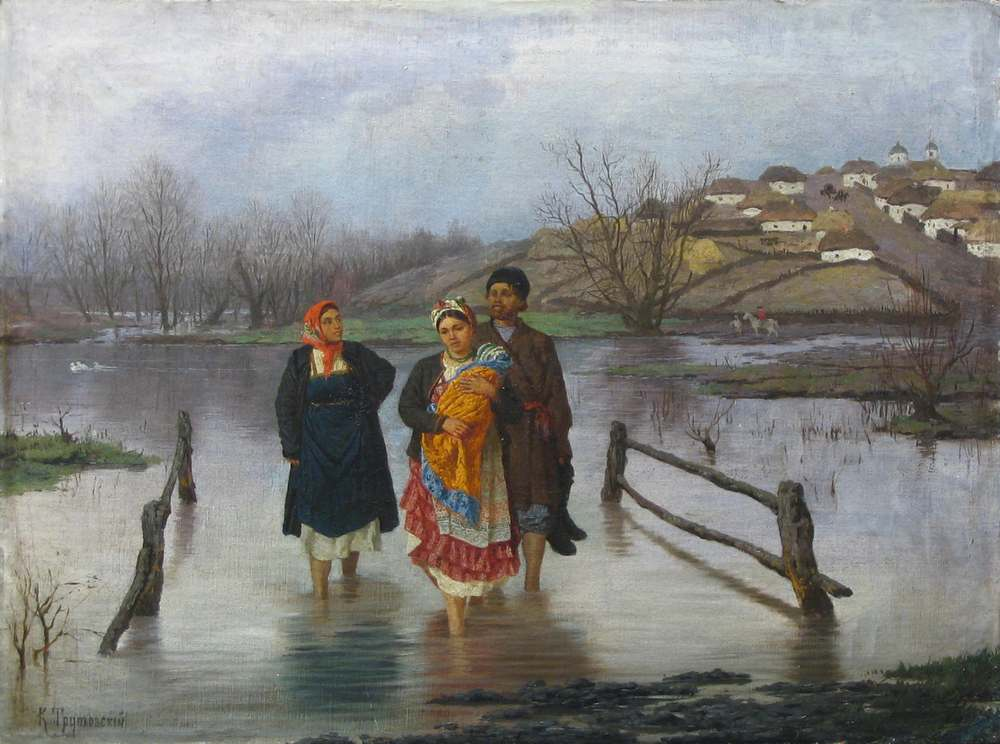
К. Трутовский. В половодье. Ранее 1893 г.

Полово́дье, разлив (полново́дье, полново́дица, полово́дье, полово́дица, водополье, во́дополь, выход реки из берегов) — одна из фаз водного режима реки, ежегодно повторяющаяся в один и тот же сезон года, — относительно длительное и значительное увеличение водности реки, вызывающее подъём её уровня; обычно сопровождается выходом вод из меженного русла и затоплением поймы.
Половодье вызывается усиленным продолжительным притоком воды, который может быть обусловлен:
- весенним таянием снега на равнинах;
- летним таянием снега и ледников в горах;
- обильными дождями.
- приливом

Половодья, вызванные весенним снеготаянием, характерны для многих равнинных рек, которые делятся на 2 группы:
- реки с преобладанием весеннего стока (например, Волга, Урал)
- реки с преобладанием летнего стока (например, Анадырь, Юкон, Маккензи).

Половодья, обусловленные летним таянием горных снегов и ледников, характерны для рек Средней Азии, Кавказа, Альп.
Половодья, вызванные летними муссонными дождями, характерны для рек Юго-Восточной Азии (Янцзы, Меконг).
Иногда половодье может стать причиной разрушения биоценоза местности.